# Masdevallia sanctae-inesae
Masdevallia sanctae-inesae är en orkidéart som beskrevs av Carlyle August Luer och Malo. Masdevallia sanctae-inesae ingår i släktet Masdevallia och familjen orkidéer. Inga underarter finns listade i Catalogue of Life.